# Бубрег
Бубрези (лат. ren, nephron) су парни органи, који представљају централни део уринарног система. Смештени су у ретроперитонеалном простору на задњем зиду абдомена, и налазе се са обе стране кичменог стуба (у висини 12. грудног и 1. и 2. слабинског пршљена). Десни бубрег, потиснут јетром, постављен је мало ниже у односу на леви.
Има облик шупљег зрна пасуља, чија је конкавна ивица окренута ка кичменом стубу. Бубрег одраслог човека тежи око 140-150g и има величину стиснуте песнице. Нормалне димензије су 3x6x12 cm. Медијална страна овог органа садржи улазни отвор или бубрежни хилус, који води у бубрежну дупљу (sinus renalis), а кроз који пролазе крвни и лимфни судови, нерви и мокраћовод.
Бубрег је спреда покривен паријеталним перитонеумом, а осим тога са свих страна га окружују три омотача: бубрежна фасција (која облаже и надбубрежну жлезду), масна чахура (capsula adiposa) и фиброзна чахура (capsula fibrosa). 

## Грађа
Ако се бубрег расече од врха до дна, макроскопски се могу уочити две карактеристичне зоне: спољашња зона или кора (cortex renis) и унутрашња зона или срж (medulla renis). Кортекс је тамније боје и има зрнасту структуру, а медула је пругаста и светлија.
Главни део сржи људског бубрега чини 10-18 реналних (Малпигијевих) пирамида, чије су базе окренуте ка спољашњој ивици, а врхови према хилусу. Са базе реналних пирамида у кору се пројектују пругасте структуре или медуларни зраци (Ферајнове пирамиде). Од једне пирамиде израста 400-500 медуларних зрака, а оне се третирају као део коре бубрега (заједно са правим кортикалним паренхимом). Врхови пирамида (папиле) садрже тзв. решеткасто поље са 10-20 папиларних отвора, путем којих се мокраћа из сржи излива у мале бубрежне чашице (calyces renales minores). Спајањем две-три мале чашице настају велике бубрежне чашице (calyces renales majores), а оне се отварају у бубрежну карлицу и мокраћовод.
Кора бубрега састоји се од паренхима између реналних пирамида и капсуле (бубрежни лавиринт), као и дела паренхима који продире између пирамида (Бертинијеве колумне).
Бубрег се може поделити на мање морфолошке целине: лобусе и лобулусе. Лобус чини једна Малпигијева пирамида са делом коре изнад њене базе и деловима суседних колумни, а лобулус чини један медуларни зрак и делови лавиринта који га окружују.

## Нефрон
Нефрон (nephron) је основна морфолошка и функционална јединица бубрега. Сваки бубрег се састоји од преко милион нефрона и сваки од њих може потпуно самостално да ствара мокраћу. Човек може да живи док му је функционална барем 1/3 нефрона.
Нефрон се састоји од бубрежног телашца (корпускула) и бубрежног тубула.
Корпускул је почетни део нефрона лоптастог облика, који има дијаметар око 200μm и састоји се од гломерула и Боуманове (Bowman) капсуле. Гломерул представља сплет густо збијених капилара (у облику клупка), који повезује доводну (аферентну) са одводном (еферентном) артериолом. Место уласка аферентне и изласка еферентне артериоле се назива васкуларни пол гломерула. Насупрот њему се налази уринарни пол, на коме се исфилтрирана крвна плазма (примарна мокраћа) одводи у бубрежне тубуле. Око читавог гломерула се налази Боуманова капсула изграђена од два листа. Спољашњи или паријетални лист капсуле ограничава бубрежни корпускул и одваја га од околног паренхима, а на васкуларном полу прелази у унутрашњи или висцерални лист. Између њих се налази интеркапсуларни простор, у који се филтрира примарна мокраћа (ултрафилтрат крви).
Капилари гломерула су фенестрираног типа, без дијафрагме и 500 пута су пропустљивији од обичних соматских капилара.
Бубрежни тубул се протеже од уринарног пола корпускула до лучног сабирног тубула. У њега се улива примарна мокраћа из бубрежног телашца, и процесима апсорпције и секреције образује коначна мокраћа. Састоји се од проксималног изувијаног тубула, Хенлеове петље и дисталног изувијаног тубула.
Иако сви нефрони имају исту структуру, они се деле на две главне групе: кортикалне и јукстамедуларне нефроне. Гломерул кортикалних нефрона је смештен у спољашњем делу коре и има кратку Хенлеову петљу, која само делимично залази у медулу. Јукстамедуларни су смештени дубље у паренхиму коре и имају веома дугачке Хенлеове петље, које продиру дубоко кроз медулу и достижу скоро до бубрежних папила. Већину чине кортикални нефрони (70-80%).
Током старења организма број функционалних нефрона се постепено смањује, тако да у 80. години многи људи имају само 40% од почетног броја нефрона. Осим тога њихова популација се смањује и при повредама, обољењима и сл, а бубрег нема изражену способност регенерације.

## Интерстицијум
Интерстицијум је простор између нефрона, тубула, крвних и лимфних судова и нерава. Састоји се од везивног ткива, и у пределу кортекса је слабо изражен и чини око 7% укупног волумена коре, а у пределу сржи бубрега чини и до 20%. Чине га фибробласти, миофибробласти, макрофаги, перицити, хистиоцити итд.

## Васкуларизација и инервација

### Крвни судови
Проток крви кроз оба бубрега износи око 21% минутног волумена срца или 1200ml/min. Крв долази у ове органе из абдоминалне аорте, преко бубрежне артерије (a. renalis) – по једна артерија за сваки орган. То је истовремено нутритивни и функционални крвни суд и улази у бубрег кроз тзв. хилус и одмах се дели на две гране (вентралну и дорзалну). Једна грана одлази у предњи, а друга у задњи део бубрега. Пре уласка у паренхим ови огранци се деле и дају интерлобарне артерије (aa. interlobares). Оне се пењу уз Бертинијеве колумне и у пределу база реналних пирамида савијају се и настављају као лучне артерије (aa. arcuatae). Даље се пружају граничном линијом између коре и сржи бубрега и гранају се, у једнаким размацима, на интерлобуларне артерије (aa. interlobulares), које се пружају ка капсули (спољашњој ивици) бубрега. Од ових артерија одвајају се гранчице које ће после кратког пута ући у клупко гломерула, као аферентне артериоле. Артериоле улазе у први капиларни сплет из кога настају еферентне артериоле, које се поново гранају дајући другу (перитубуларну) капиларну мрежу. Еферентне (одводне) артериоле јукстамедуларних нефрона су веома дугачке и називају се прави судови (vasa recta).
Вене бубрега углавном прате одговарајуће артерије и имају исте називе. Капилари бубрежне капсуле и спољашњег дела коре се сакупљају и формирају звездасте вене (vv. stellatae). Оне се затив уливају у vv. interlobulares, а интерлобуларне вене у лучне вене (vv.arcuatae). У лучне вене се дренира и васкуларна мрежа из подручја медуле и венска крв затим иде кроз интерлобарне вене, и коначно кроз бубрежну вену (v. renalis) излази из бубрега кроз хилус и улива се у доњу шупљу вену.
Од укупне количине крви која прође кроз бубреге, 98-99% одлази у кору, а само 1-2% у медулу.

### Лимфни судови
У бубрегу постоје две мреже лимфних судова. Једна се налази у спољашњем делу коре и лимфа из ње одлази у лимфне судове капсуле. Друга мрежа је смештене дубље у бубрежном паренхиму и излива се преко лимфног суда, који излази кроз хилус, и даље одлази у паријеталне (слабинске) лимфне жлезде и сабирно стабло. Између ове две мреже постоје спојнице (анастамозе).

### Нерви
Бубрег је највећим делом инервисан симпатичким нервним влакнима, мада постоји и мали број парасимпатичких и сензитивних влакана. Симпатичка влакна изазивају контракцију глатке мускулатуре крвних судова, што значи да делују као вазоконстриктори. Потичу из целиачног сплета (plexus celiacus), који представља највећи аутономни нервни сплет и инервише све органе трбушне дупље и полне жлезде.

## Улога бубрега
Бубрези имају читав дијапазон по живот значајних улога и утичу на рад свих осталих органа и организма у целини. Основна функција ових органа је формирање коначне мокраће, али поред тога они имају вишеструку улогу у одржавању хомеостазе у организму. То подразумева:
- регулацију равнотеже воде и електролита,
- регулацију осмоларности телесних течности и концентрације електролита,
- регулацију ацидо-базне равнотеже,
- излучивање отпадних продуката метаболизма и штетних хемикалија,
- регулацију артеријског притиска,
- секрецију различитих хормона,
- синтезу глукозе и сл.

Механизам стварања мокраће обухвата три фундаментална процеса: филтрацију, реапсорпцију и секрецију. Стварање примарне мокраће почиње филтрацијом велике количине течности (крви) из гломерулских капилара, кроз крвно-уринарну мембрану, у Боуманову капсулу. Овај ултрафилтрат крви затим улази у систем тубула, где се одвија реапсорпција (враћање одређених супстанци из филтрата у крвоток) и секреција (транспорт јона и других супстанци из крвотока у бубрежне тубуле). Као резултат настаје коначна мокраћа, која се преко мокраћовода (ureter) одводи из бубрега у мокраћну бешику.
Обављајући ову примарну улогу, бубрези такође врше и друге функције. Они веома прецизно подешавају излучивање воде и електролита према њиховом уносу, одржавајући на тај начин сталност унутрашње средине. Они имају главну улогу у излучивању отпадних продуката метаболизма (уреја, креатин, мокраћна киселина, билирубин), разних токсина, лекова и додатака храни. Регулацијом излучивања воде и Na имају пресудну улогу у дугорочној регулацији артеријског притиска. Заједно са плућима и пуферима телесних течности, бубрези учествују у регулацији ацидо-базне равнотеже, јер могу да одстране из организма разне киселине (сумпорну, фосфорну и др). Пошто синтетишу и секретују око 90% укупног еритропоетина, они директно утичу и на стварање, тј. број црвених крвних зрнаца. Током пролонгираног гладовања бубрези у процесу гликонеогенезе, од различитих прекурзора, стварају гликозу.
Код хроничних болести бубрега или акутне инсуфицијенције, долази до тешких поремећаја у запремини и саставу телесних течности и накупљања разних штетних материја у организму. Ако се не предузму одговарајуће клиничке мере (попут хемодијализе), наступа смрт пацијента у року од неколико дана.

## Болести бубрега
На основу патофизиолошких механизама настанка појединих група бубрежних обољења, извршена је подела бубрежних болести на гломерулске и негломерулске. У прву групу спадају нефритиси и нефротски синдром, а у другу групу васкуларне, тубулоинтерстицијске и тубулске болести.
Данас се, ипак, чешће користи клиничка класификација, заснована на препорукама Светске здравствене организације. Ова подела је следећа:
- уремија
- акутни нефритиски синдром,
- нефротски синдром,
- асимптоматска уринарна абнормалност,
- акутна бубрежна инсуфицијенција,
- хронична бубрежна инсуфицијенција,
- инфекција уринарног тракта,
- опструктивна болест уринарног тракта,
- функцијски дефекти бубрежних тубула,
- хипертензивна нефропатија,
- нефролитијаза и нефрокалциноза.
- камен и песак
- ендемични нефритис
- циститис